# Kokorina (gmina Gacko)
Kokorina (cyr. Кокорина) – wieś w Bośni i Hercegowinie, w Republice Serbskiej, w gminie Gacko. W 2013 roku liczyła 14 mieszkańców.